# In the Heart of the Hills
Pour plus de détails, voir Fiche technique et Distribution.
In the Heart of the Hills (littéralement : Au cœur des collines) est un film muet américain réalisé par Burton L. King, sorti en 1915.

## Fiche technique
- Titre : In the Heart of the Hills
- Réalisation : Burton L. King
- Scénario : F. McGrew Willis
- Producteur :
- Société de production : Universal Film Manufacturing Company
- Société de distribution : Universal Film Manufacturing Company
- Pays d'origine :  États-Unis
- Langue : Anglais
- Métrage : 300 m
- Format : Noir et blanc — 35 mm — 1,33:1 — Muet
- Genre : Film dramatique
- Durée : 10 minutes
- Dates de sortie : 
  -  États-Unis : 16 septembre 1915

## Distribution
- Edward Sloman : Jim Bailey
- Adele Lane : Laura Hicks
- Seymour Zeliff : Sheriff Bob Ross
- Jack Curtis
- Jack Wilson
- Eva Smith : Dolly Brady
- Charles H. Hickman